# Cerkiew Podwyższenia Krzyża Świętego w uroczysku Piatienka
Cerkiew pod wezwaniem Podwyższenia Krzyża Świętego – zabytkowa prawosławna cerkiew cmentarna w uroczysku Piatienka, w pobliżu wsi Folwarki Tylwickie. Świątynia należy do parafii Przemienienia Pańskiego w Topolanach, w dekanacie Gródek diecezji białostocko-gdańskiej Polskiego Autokefalicznego Kościoła Prawosławnego.
Cerkiew została wzniesiona w 1819 r., remontowana w 1870 r. Wielokrotnie okradana z ikon (w 1965, 1968, 1972, 1982 i we wrześniu 1991 r.). Jest to budowla drewniana, konstrukcji zrębowej, orientowana. Znajdujące się od frontu wejście do cerkwi osłania dwuspadowy daszek wsparty na dwóch słupach. Przedsionek ma tę samą wysokość co część nawowa. Prezbiterium jest mniejsze od nawy, zamknięte prostokątnie, z dobudowaną zakrystią na osi świątyni. Przedsionek, nawę i prezbiterium pokrywa trójspadowy dach, wykonany z ocynkowanej blachy. Nad przedsionkiem wznosi się ośmioboczna wieża zwieńczona ostrosłupowym hełmem. Nad krańcową częścią nawy (od strony prezbiterium) znajduje się kwadratowa wieżyczka z kopułką. Wnętrze cerkwi pokrywa płaski strop. Ikonostas w stylu eklektycznym pochodzi z przełomu XIX i XX w., natomiast ołtarz – z XVIII w. Otaczający świątynię cmentarz założono w XVIII w..
W uroczysku Piatienka znajduje się też prawosławne sanktuarium – drewniana kaplica św. Paraskiewy z 1880 r., z otoczonym kultem źródełkiem.
Do Piatienki organizowane są corocznie pielgrzymki z Białegostoku.